# Alfred Dunlop
Alfred Dunlop (Christchurch, 12 de janeiro de 1875 - 7 de abril de 1933) foi um tenista australiano. Dunlop ganhou o Australasian Championships, futuro Open da Austrália, de 1908, jogando em duplas tendo Fred Alexander como parceiro. Contra o mesmo Alexander, perdeu a final de simples, no mesmo ano. Dunlop disputou ainda duas edições da Copa Davis, em 1905 e em 1912.

## Torneios de Grand Slam

### Final Individual (1)
| Ano  | Torneio                    | Oponente na final | Resultado           |
| 1908 | Australasian Championships | Fred Alexander    | 3-6 3-6 6-0 6-2 6-3 |

### Campeão em Duplas (1)
| Ano  | Torneio                    | Parceiro       | Oponentes na final          | Resultado   |
| 1908 | Australasian Championships | Fred Alexander | G. G. Sharp Anthony Wilding | 6-3 6-2 6-1 |